# Phyllostachys bambusoides
Phyllostachys bambusoides är en gräsart som beskrevs av Philipp Franz von Siebold och Joseph Gerhard Zuccarini. Phyllostachys bambusoides ingår i släktet Phyllostachys och familjen gräs. Utöver nominatformen finns också underarten P. b. castillonii.

## Bildgalleri

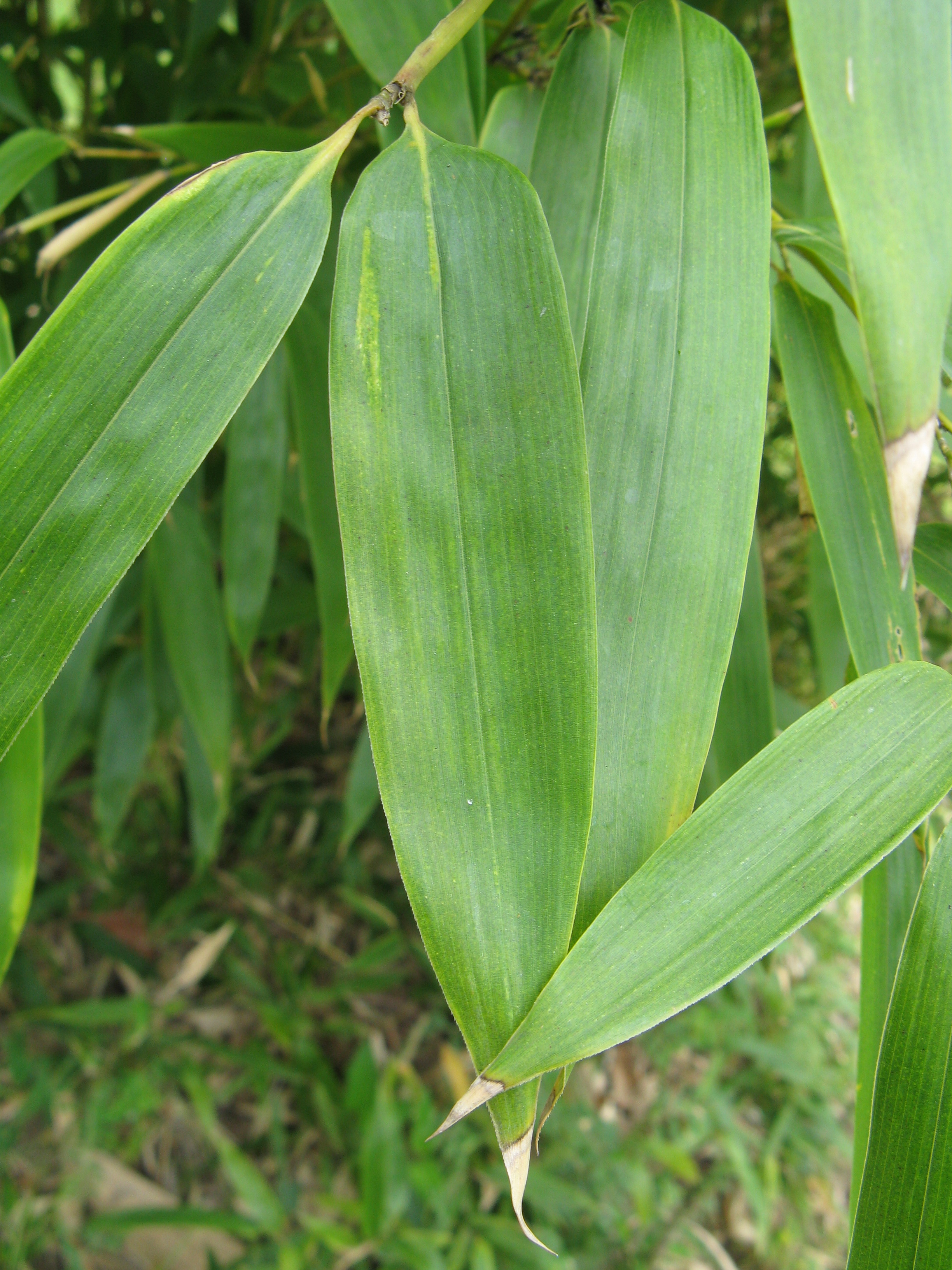
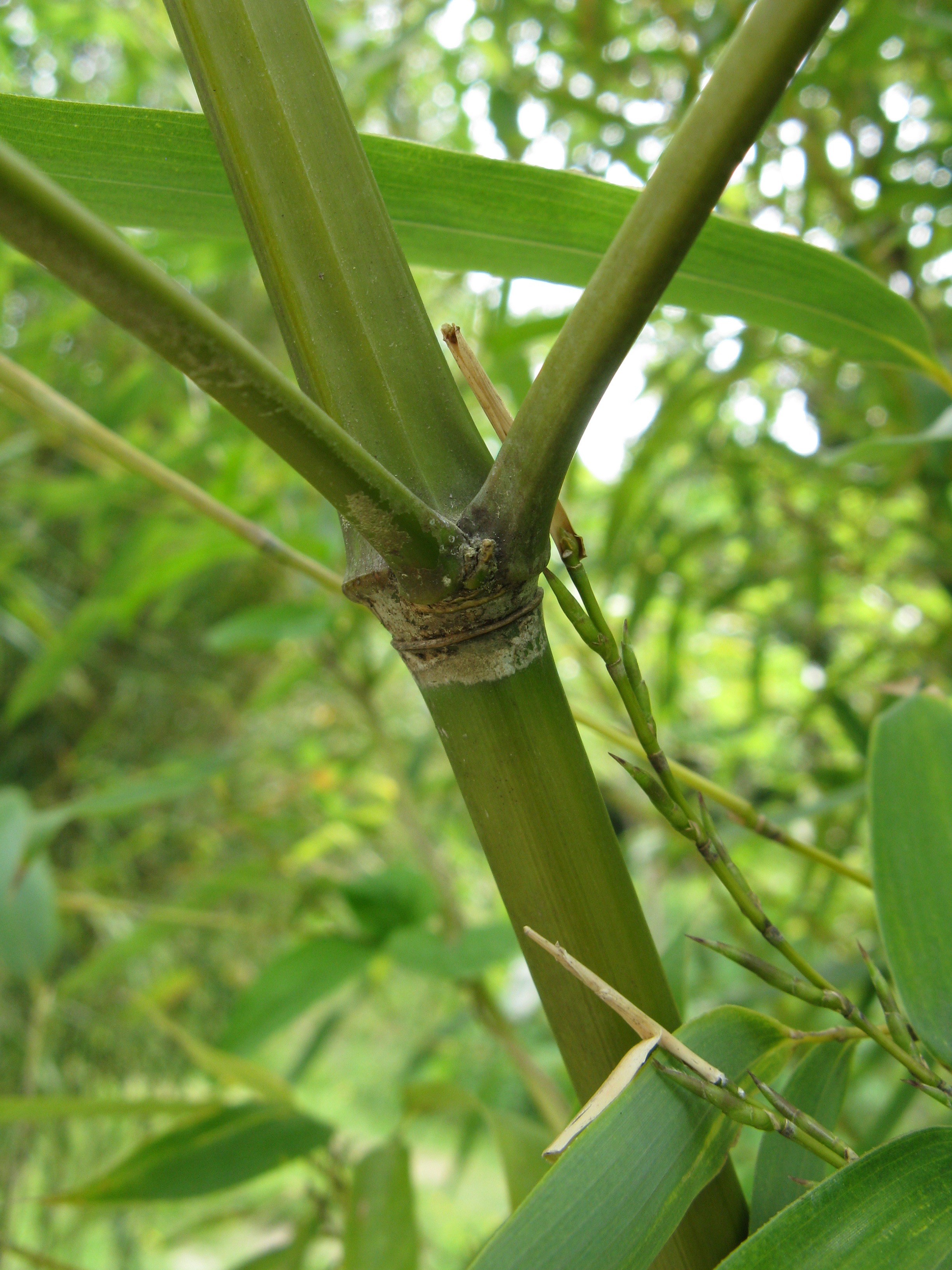
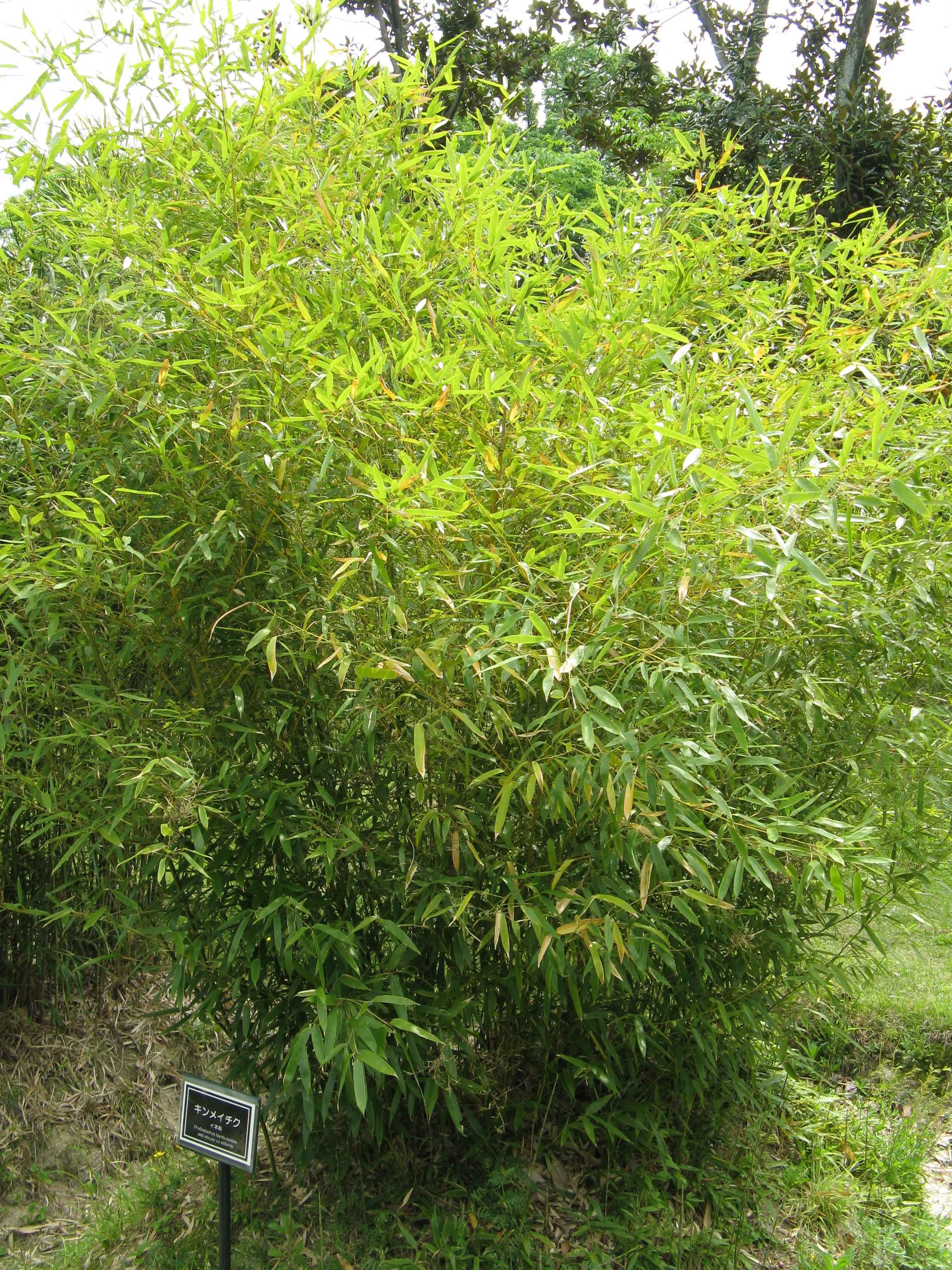
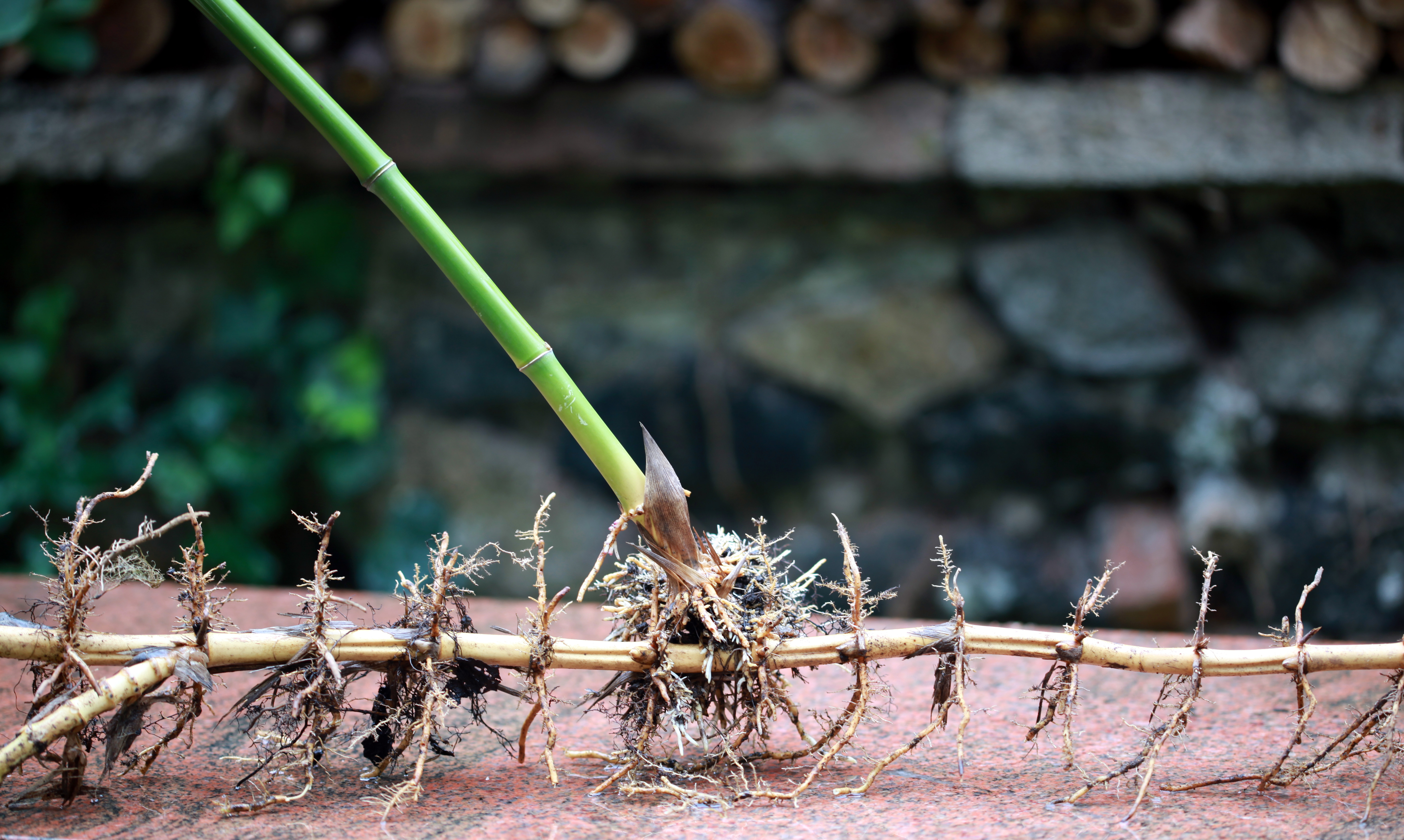
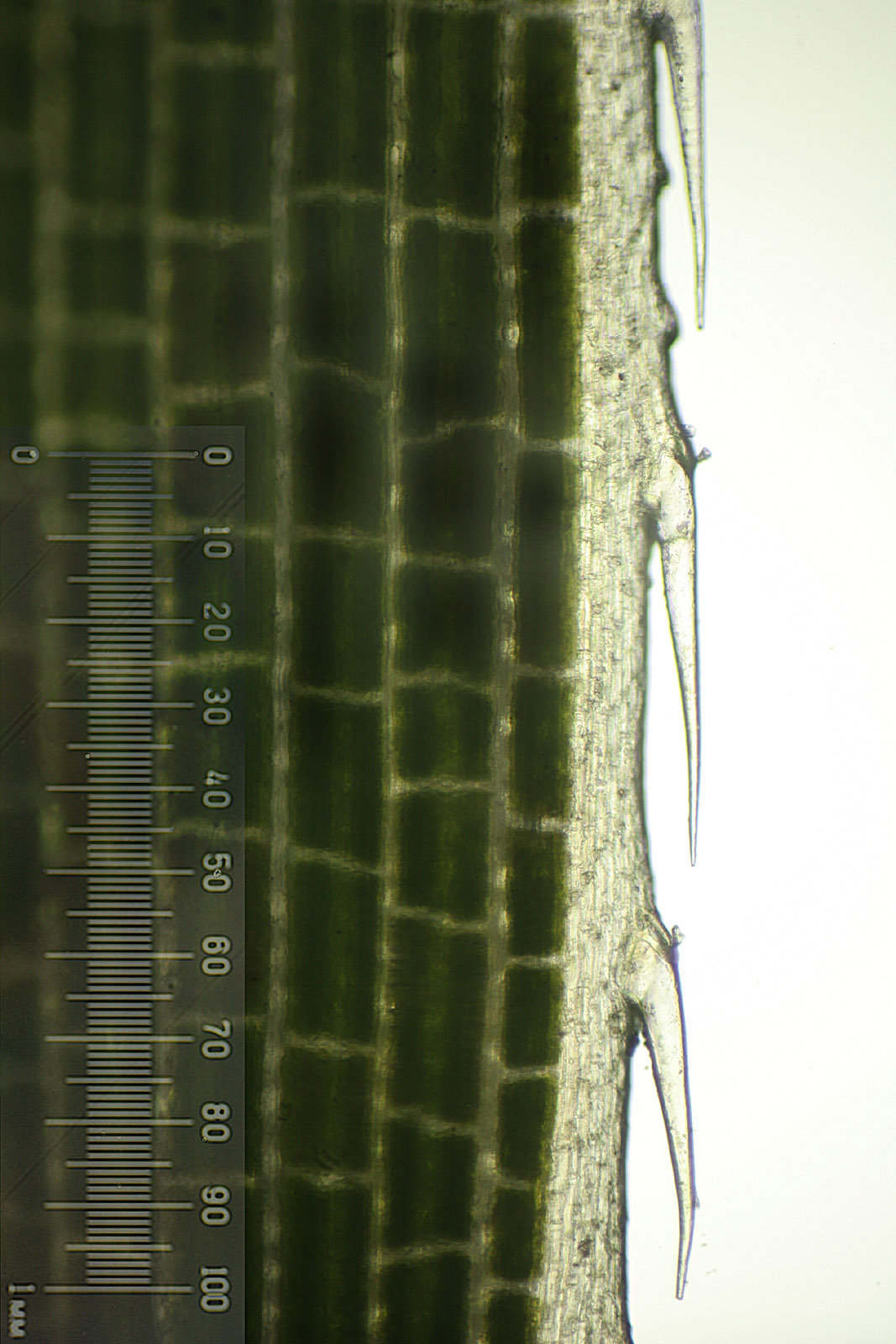
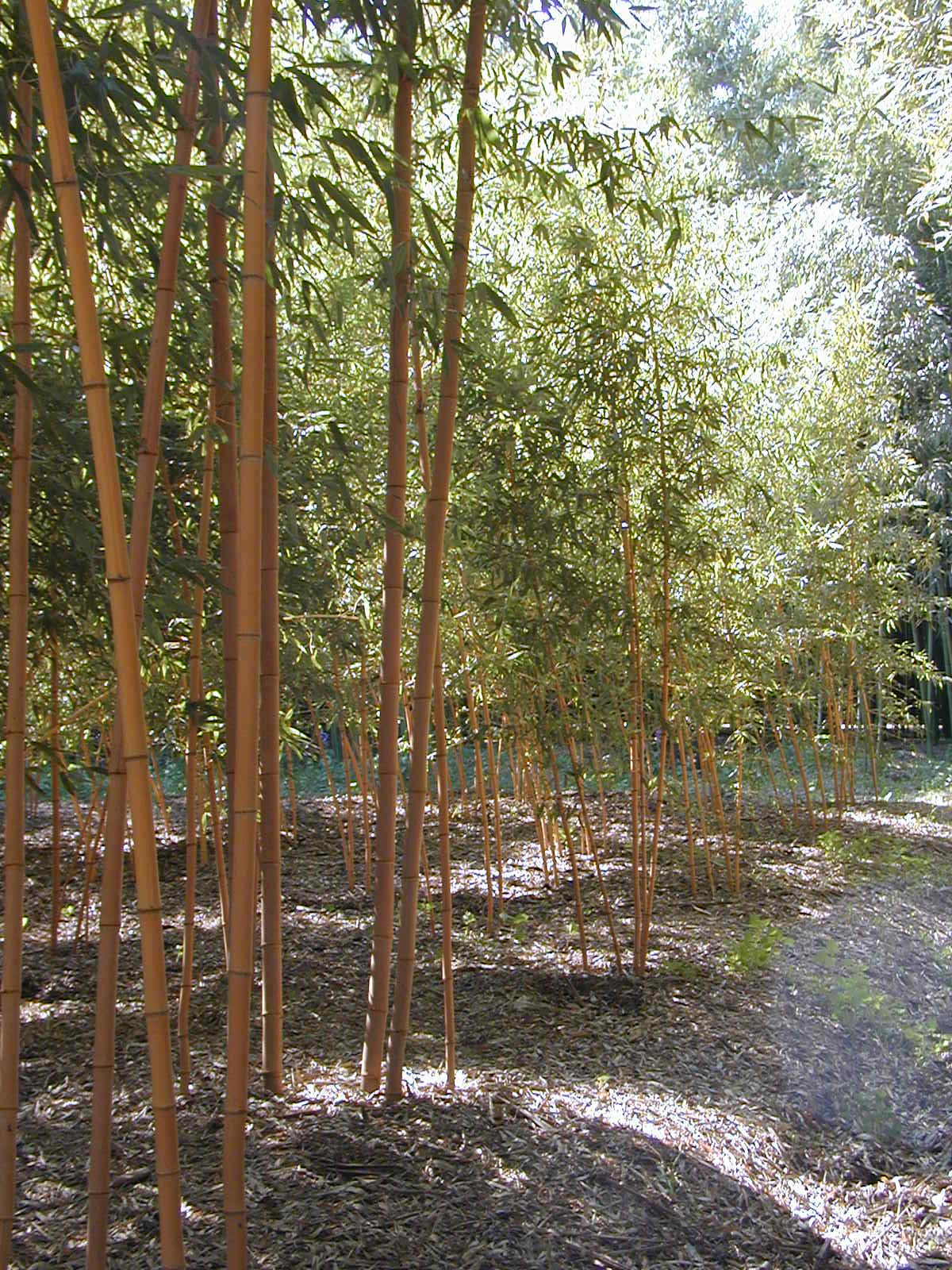